# Jan Poláček
Jan Poláček (* 6. srpna 1957 Praha) je spisovatel zpočátku žánrové science fiction, později volně pojaté fantastiky a také životopisných próz. Získal několik literárních cen, jeho poslední kniha Malostranský ďábel byla zfilmována jako Arvéd (2022).

## Život
Vystudoval technickou kybernetiku na FEL ČVUT a následně tam v letech 1981–1983 působil jako asistent. Poté pracoval ve výpočetním středisku PORS. Od 90. let se jako živnostník (IČO 13265032) věnuje DTP sazbě knih pod značkou SF SOFT.
Je ženatý, dcera Iveta Poláčková (1980) překládá z angličtiny a vydala knihu pro děti Čteme s radostí – Vánoční kouzlo (Fragment 2021).

## Literární činnost
Od 2. poloviny 80. let se účastnil fandomových soutěží včetně Ceny Karla Čapka; tu získal v kategorii povídka (dvakrát: Evangelium no. 5, 1991 a Pán sítí, 1992) a román a novela (Hudba až na věky, 1996).
Poláček a Jiří Walker Procházka byli označováni jako první čeští autoři kyberpunku. Vydal povídky v několika antologiích a časopisech, zejména Ikarie.
Literární cena Knižního klubu byla roku 2000 udělena Poláčkovu psychologickému románu z předrevolučního období Spánek rozumu plodí nestvůry. Jeho alternativní historie Spěšný vlak Ch.24.12. (2010) získala cenu Akademie SFFH jako nejlepší domácí kniha roku.

## Knihy
- Ex machina, Winston Smith, Praha 1991, ISBN 80-900217-5-1 – sbírka SF povídek, ilustrace Juraj Maxon. Dostupná online – Národní digitální knihovna, díla nedostupná na trhu (po přihlášení)
- V těch temných dobách, Winston Smith 1994 – fantasy román, ISBN 80-85643-28-6
- Spánek rozumu plodí nestvůry, Euromedia Group – Knižní klub 2000, ISBN 80-242-0402-9
  - 2. vydání Městská knihovna v Praze 2017 jako volně dostupná e-kniha, ISBN 978-80-7532-315-6
- Kyberpunk & Heavy, Triton, Praha 2006, ISBN 80-7254-647-3, edice Paralelní světy sv. 1 – sbírka 13 SF povídek, obsahuje bibliografii
- 2. vydání Městská knihovna v Praze 2017 jako volně dostupná e-kniha, bibliografie vypuštěna, ISBN 978-80-7587-483-2 (PDF) nebo 978-80-7587-482-5 (ePUB), 978-80-7587-484-9 (Mobipocket .prc), 978-80-7587-485-6 (HTML)
- Spěšný vlak Ch.24.12., Argo 2010, ISBN 978-80-257-0264-2
- Příběh spalovače mrtvol: dvojportrét Ladislava Fukse, Nakladatelství Plus, 2013, ISBN 978-80-259-0221-9
- Malostranský ďábel: život a smrt mága dr. Smíchovského, Nakladatelství Plus 2016, ISBN 978-80-259-0539-5
  - 2. vydání jako Arvéd, Kniha Zlín 2022, ISBN 978-80-7662-379-8

### Pro děti
Série o kocourovi řešícím záhady, hojné ilustrace Tomáš Kropáček:
- Soukromý detektiv Matyld: na stopě sériového vraha, Albatros 2015, ISBN 978-80-00-04031-8
- Soukromý detektiv Matyld: na stopě podivných únosců, Albatros 2017, ISBN 978-80-00-04812-3